# Gosei 1977
Il Gosei 1977 è stata la seconda edizione del torneo goistico giapponese Gosei.

## Svolgimento
- W indica vittoria col bianco
- B indica vittoria col nero
- X indica la sconfitta
- +R indica che la partita si è conclusa per abbandono
- +N indica lo scarto dei punti a fine partita
- +F indica la vittoria per forfeit
- +T indica la vittoria per timeout
- +? indica una vittoria con scarto sconosciuto
- V indica una vittoria in cui non si conosce scarto e colore del giocatore

### Qualificazioni
|  | Semifinali      | Semifinali      | Semifinali      |                 |     | Finale | Finale | Finale |  |
|  |                 |                 |                 |                 |     |        |        |        |  |
|  | Takeshi Sakai   |                 |                 |                 |     |        |        |        |  |
|  |                 |                 |                 |                 |     |        |        |        |  |
|  | Norio Kudo      | Norio Kudo      | W+R             |                 |     |        |        |        |  |
|  | Norio Kudo      | Norio Kudo      | W+R             | Norio Kudo      |     |        |        |        |  |
|  |                 |                 |                 |                 |     |        |        |        |  |
|  |                 |                 | Masaki Takemiya | Masaki Takemiya | W+R |        |        |        |  |
|  | Toshiro Yamabe  |                 | Masaki Takemiya | Masaki Takemiya | W+R |        |        |        |  |
|  |                 |                 |                 |                 |     |        |        |        |  |
|  | Masaki Takemiya | Masaki Takemiya | W+R             |                 |     |        |        |        |  |

|  | Semifinali       | Semifinali     | Semifinali     |                |     | Finale | Finale | Finale |  |
|  |                  |                |                |                |     |        |        |        |  |
|  | Yutaka Shiraishi |                |                |                |     |        |        |        |  |
|  |                  |                |                |                |     |        |        |        |  |
|  | Hosai Fujisawa   | Hosai Fujisawa | W+3,5          |                |     |        |        |        |  |
|  | Hosai Fujisawa   | Hosai Fujisawa | W+3,5          | Hosai Fujisawa |     |        |        |        |  |
|  |                  |                |                |                |     |        |        |        |  |
|  |                  |                | Takeo Kajiwara | Takeo Kajiwara | W+R |        |        |        |  |
|  | Rin Kaiho        |                | Takeo Kajiwara | Takeo Kajiwara | W+R |        |        |        |  |
|  |                  |                |                |                |     |        |        |        |  |
|  | Takeo Kajiwara   | Takeo Kajiwara | W+5,5          |                |     |        |        |        |  |

|  | Semifinali          | Semifinali        | Semifinali        |                   |       | Finale | Finale | Finale |  |
|  |                     |                   |                   |                   |       |        |        |        |  |
|  | Yoshihisa Miyamoto  |                   |                   |                   |       |        |        |        |  |
|  |                     |                   |                   |                   |       |        |        |        |  |
|  | Shuzo Ohira         | Shuzo Ohira       | W+3,5             |                   |       |        |        |        |  |
|  | Shuzo Ohira         | Shuzo Ohira       | W+3,5             | Shuzo Ohira       |       |        |        |        |  |
|  |                     |                   |                   |                   |       |        |        |        |  |
|  |                     |                   | Hideyuki Fujisawa | Hideyuki Fujisawa | W+8,5 |        |        |        |  |
|  | Hideyuki Fujisawa   | Hideyuki Fujisawa | Hideyuki Fujisawa | Hideyuki Fujisawa | W+8,5 | B+9,5  |        |        |  |
|  | Hideyuki Fujisawa   | Hideyuki Fujisawa |                   |                   |       |        |        |        |  |
|  | Toshihiro Shimamura |                   |                   |                   |       |        |        |        |  |

|  | Semifinali       | Semifinali       | Semifinali       |  |             | Finale      | Finale | Finale |  |
|  |                  |                  |                  |  |             |             |        |        |  |
|  | Hiroaki Tono     |                  |                  |  |             |             |        |        |  |
|  |                  |                  |                  |  |             |             |        |        |  |
|  | Kunio Ishii      | Kunio Ishii      | W+1,5            |  |             |             |        |        |  |
|  | Kunio Ishii      | Kunio Ishii      | W+1,5            |  | Kunio Ishii | Kunio Ishii | B+5,5  |        |  |
|  |                  |                  |                  |  | Kunio Ishii | Kunio Ishii | B+5,5  |        |  |
|  |                  |                  | Kōichi Kobayashi |  |             |             |        |        |  |
|  | Kōichi Kobayashi | Kōichi Kobayashi | B+2,5            |  |             |             |        |        |  |
|  | Kōichi Kobayashi | Kōichi Kobayashi | B+2,5            |  |             |             |        |        |  |
|  | Yoshio Ishida    |                  |                  |  |             |             |        |        |  |

|  | Semifinali      | Semifinali  | Semifinali  |             |     | Finale | Finale | Finale |  |
|  |                 |             |             |             |     |        |        |        |  |
|  | Ikuro Ishigure  |             |             |             |     |        |        |        |  |
|  |                 |             |             |             |     |        |        |        |  |
|  | Cho Chikun      | Cho Chikun  | W+R         |             |     |        |        |        |  |
|  | Cho Chikun      | Cho Chikun  | W+R         | Cho Chikun  |     |        |        |        |  |
|  |                 |             |             |             |     |        |        |        |  |
|  |                 |             | Hideo Otake | Hideo Otake | W+R |        |        |        |  |
|  | Hideo Otake     | Hideo Otake | Hideo Otake | Hideo Otake | W+R | V      |        |        |  |
|  | Hideo Otake     | Hideo Otake |             |             |     |        |        |        |  |
|  | Shoji Hashimoto |             |             |             |     |        |        |        |  |

### Lega
| Giocatore         | H.O.  | K.I. | T.K.  | H.F. | M.T. | Risultato | Note                       |
| ----------------- | ----- | ---- | ----- | ---- | ---- | --------- | -------------------------- |
| Hideo Otake       | –     | B+R  | X     | X    | W+R  | 2-2       |                            |
| Kunio Ishii       | X     | –    | X     | X    | X    | 0-4       |                            |
| Takeo Kajiwara    | B+1,5 | W+R  | –     | B+R  | X    | 3-1       | Qualificato allo spareggio |
| Hideyuki Fujisawa | W+R   | B+R  | X     | –    | X    | 2-2       |                            |
| Masaki Takemiya   | X     | W+R  | B+0,5 | W+R  | –    | 3-1       | Qualificato allo spareggio |

Masaki Takemiya e Takeo Kajiwara hanno disputato uno spareggio il 28 aprile 1977, concluso con la vittorie con il nero (B+R) di Takemiya in 185 mosse.

### Finale
La finale è una sfida al meglio delle cinque partite, il detentore Masao Katō ha affrontato lo sfidante scelto tramite il processo di qualificazione.